# Pilosella pseudosulphurea
Pilosella pseudosulphurea là một loài thực vật có hoa trong họ Cúc. Loài này được (Touton) Soják miêu tả khoa học đầu tiên năm 1982.